# Папарига, Алека
Але́ка Папари́га (греч. Αλέκα Παπαρήγα; род. 5 ноября 1945, Афины, Греция) — греческий политический деятель, бывший генеральный секретарь Коммунистической партии Греции (1991—2013). Первая (и до настоящего времени единственная) женщина, занимавшая пост генерального секретаря КПГ.

## Биография
Окончила факультет философии Афинского университета. После окончания университета работала в различных коммерческих компаниях и частным учителем. С 1961 года участвовала в Движении за мир во всём мире, а также в ученическом отделении левой молодёжной организации ЭДА. Была секретарём молодёжной демократической организации имени Лампракиса.
В 1968 вступила в КПГ, где активно занималась помощью семьям политзаключённых. Является учредительным членом Федерации женских обществ Греции. Участвовала во многих международных съездах Всемирной демократической федерации женщин и ООН.
В 1978 году была избрана на 10 съезде КПГ членом ЦК партии, а в 1986 году — членом Политбюро КПГ. 
27 февраля 1991 года на 13-м съезде КПГ избрана Генеральным секретарём ЦК, опередив Янниса Драгасакиса всего на четыре голоса. Переизбиралась на пост генсека в 1996 и 2009 годах.
В 1993 году впервые была избрана депутатом парламента Греции.
С 19-го съезда Компартии Греции на посту генсека КПГ её сменил Димитрис Куцумбас, Алека Папарига была избрана членом ЦК КПГ.
Вдова известного журналиста Танасиса Папаригаса, имеет дочь.
Владеет двумя иностранными языками — английским и русским.